# Liga Agrícola Bávara
La Liga Agrícola Bávara (en alemán: Bayerischer Bauernbund; abbreviación: BB) fue un partido político en el reino, y, después de 1918, en el estado libre de Baviera. Representó los intereses de la población rural de Baviera en el Parlamento Regional Bávaro y en el Reichstag de Alemania. Tuvo su bastión en los viejos territorios de Baviera (los territorios originales de Baviera, es decir ni en Franconia, ni en el Palatinado). También solía recibir muchos votos en la región de Suabia en el suroeste de Baviera. En comparación a otros partidos que representaban los intereses de los agricultores (como Bund der Landwirte, Landbund, o el Partido Cristiano-Nacional de los Campesinos y Agricultores) su ideología era liberal y en contraste con el Zentrum o el Partido Popular Bávaro, no era clerical tampoco. Desde 1922 se llamó "Bayerischer Bauern- und Mittelstandsbund".

## Historia
Después de la fundación del Bund der Landwirte (Bdl) en Berlín el 18 de febrero de 1893, se debó fundar un grupo local de esa organización en Baviera también. Pero la junta para fundarlo en Baja Baviera fracasó, y el 10 de abril de 1893 se fundó el autónomo "Niederbayerischer Bauernbund" (Liga de Agricultores de Baja Baviera). En el mismo año fueron fundados también la Liga de agricultores y Empresarios Autónomos de Alta Baviera y de Suabia, y la Liga de Agricultores de Franconia. El 2 de marzo de 1895 en Regensburg siguió la fundación del Bayerischer Bauernbund. Pero los grupos de Alta Baviera se unieron con él el 26 de septiembre de 1897. En 1901 Georg Eisenberger de Ruhpolding se convirtió en el primer presidente del BB y siguió siéndolo hasta 1930. Debido a discusiones fuertes dentro del partido, algunos miembros de la Liga de Agricultores de Franconia salieron y se unieron mayormente con el Deutscher Bauernbund, o también al Bund deutscher Landwirte.
En 1912 durante las elecciones en el Reino de Baviera, el BB, el Deutscher Bauernbund, diversos partidos liberales y los socialdemócratas de Baviera se presentaron juntos contra el Zentrum.
Después de la revolución alemana en 1918 (véase también República Soviética de Baviera) el ala izquierda del partido liderada por Karl Gandorfer logró una colaboración con el SPD y temporalmente con el USPD. De 1920 hasta 1930 el BB estuvo en coaliciones con el BVP y el DNVP en el Estado y asumió el Ministerio de Agricultura. Del 31 de marzo hasta el 22 de noviembre de 1922 el partido fue temporalmente parte de la coalición federal en el segundo gabinete de Joseph Wirth.
Con otros grupos con la misma ideología, el partido se unió en 1928 para las elecciones federales. Fundaron el Partido de los Agricultores Alemanes. Pero también entre 1927 hasta 1933, se unió con otros partidos bajo una federación con el nombre de Deutsche Bauernschaft. Por el apoyo seguido de la "Grünen Front" que fue fundada en 1929, el BB salió en 1930 de esa organización. Los miembros de la lista del Deutsche Bauernpartei que fueron votados al Reichstag se aliaron con la fracción del CNBL.
En agosto de 1930 el BB terminó de ser parte de la coalición con el BVP en el Estado libre de Baviera por la introducción de un impuesto al sacrificio de animales.
Después de 1930, el BB perdió muchos de sus miembros a manos del Partido Popular Bávaro y particularmente a manos del NSDAP, mientras que los líderes del partido mayormente continuaron siendo fieles a la república. El BB fue disuelto durante abril de 1933 y recomendó a sus miembros afiliarse al NSDAP.
Después de la Segunda Guerra Mundial, algunos antiguos miembros del BB participaron en la fundación de la CSU.

## Enlaces web
- Oliver Braun: Bayerischer Bauernbund (BB), 1895–1933. In: Historisches Lexikon Bayerns
- Programm des Bayerischen Bauernbundes von 1895 (Dokument als PDF-Datei; 207 kB)
- Programm des Bayerischen Bauernbundes von 1920 (Dokument als PDF-Datei; 224 kB)
- Bayerns Bauern während der Novemberrevolution 1918/1919: Ursachen und Grenzen der Revolutionierung einer bäuerlichen Bevölkerung; Artikel von Ulrich Linse zur Rolle des Bayerischen Bauernbundes während der Novemberrevolution 1918/19 in Bayern

## desgloses
- Datos: Q812330